# Нулта тачка
Термин нулта тачка или површинска нула (енглески језик: ground zero, surface zero, zero point) описује тачку на Земљиној површини која је најближа детонацији. У случају експлозије изнад земље, нулта тачка означава тачку на земљи директно испод детонације (види хипоцентар).
Термин је често повезан са нуклеарним и са експлозијама других великих бомби, као и земљотресима, епидемијама и другим катастрофама и њиме се означава тачка највеће штете. Термин се често користи и у означавању географског епицентра.